# تپه پادرازه
تپه پادرازه مربوط به عصر مس است و در شهرستان کنگاور، روستای علی‌آباد واقع شده و این اثر در تاریخ ۱۰ دی ۱۳۸۱ با شمارهٔ ثبت ۶۶۴۹ به‌عنوان یکی از آثار ملی ایران به ثبت رسیده است.